# Любарт, Варвара Антоновна
Варвара Антоновна Любарт (Колышко) (14 (26) апреля 1898, Полтава — 4 ноября 1967, Львов) — украинская советская актриса, народная артистка УССР (1947).

## Биография
В 1916—1918 годах училась в драматической школе при Александринском театре в Петрограде (также назывался Ленинградский театр им. А. Пушкина) — в классе Ю. Юрьева, одновременно окончила вокальное отделение Петербургской консерватории.
В 1918—1922 годах работает в Народном театре Саксаганского — своего отчима.
С 1922 по 1967 год — с перерывом — работает в Украинском драматическом театре им. М. Заньковецкой, в 1923 в Киеве, в 1925 — в Екатеринославе, в 1931—1944 — с перерывом во времени войны — в Запорожье, в 1944 году вместе с театром переезжает во Львов.

## Роли
- 1923 — Анна — «Украденное счастье» И. Франко,
- 1923 — Амалия — «Разбойники» Ф. Шиллера,
- 1923 — Оксана — «Гайдамаки» по Т. Шевченко,
- 1923 — Дорина — «Тартюф» Ж.-Б. Мольера,
- 1926 — Дездемона,— «Отелло» Шекспира,
- 1927 — Лауренсия, —"Овечий источник", Лопе де Вега,
- 1927— Олена — «Подземная Галичина» М.Ирчана,
- 1927 — Люся «Республика на колесах» Я. Мамонтова,
- 1928 — Виктория «Княжна Виктория» Я. Мамонтова,
- 1931 — Хима, «Коммуна в степях» М.Кулиша,
- 1934 — Софья — «Мой друг» Н.Погодина,
- 1934 — Кукушкина — «Доходное место» А.Островского,
- 1935 — Гильда — «Песня о Свечке» И. Кочерги,
- 1936 — Любуша — «Пойдешь — не вернешься» И.Кочерги,
- 1936 — Наталья — «Лымеривна» П. Мирного,
- 1939 — София — «Обездоленная». И.Карпенко-Карого
- 1936 — Васса Железнова — «Васса Железнова», М. Горького,
- 1938 — Софья— «Последние» М. Горького
- 1940 — Кручинина «Без вины виноватые» А. Островского,
- 1940 — Джаваира «Камо» А.Левады,
- 1946 — Маша, «Три сестры» А. Чехова,
- 1949 — Ольга Птаха, «На большую землю» А. Хижняка (отмечена Сталинской премией),
- 1952 — Олена — «Любовь на рассвете» Я.Галана,
- 1954 — Горицвет — «Крылья» О. Корнейчука,
- 1957 — Старая хозяйка Нискавуори — «Каменное гнездо» Х. Вуолийоки,
- 1960 — Мать — «Фауст и смерть» А.Левады.

## Награды и премии
- орден Ленина (30.06.1951)
- орден Трудового Красного Знамени (24.11.1960)
- орден «Знак Почёта» (10.09.1947)
- медали
- Народная артистка Украинской ССР (1947)
- Сталинская премия третьей степени (1950) — за роль Ольги Птахи в спектакле «На большую землю» А. Ф. Хижняка (1949), поставленном на сцене Львовского УАДТ имени М. К. Заньковецкой